# Stadion Sułtana Hassanala Bolkiaha
Stadion Sułtana Hassanala Bolkiaha – wielofunkcyjny stadion w Bandar Seri Begawan, w Brunei. Jest aktualnie używany głównie dla meczów piłki nożnej. Stadion mieści 30 000 osób i został otwarty w 1984 roku. Swoje mecze rozgrywa na nim Reprezentacja Brunei w piłce nożnej oraz drużyna Brunei DPMM FC.